# Myrcia pentagona
Myrcia pentagona es una especie de planta con flor de la familia Myrtaceae.
Es endémica de Perú y Ecuador. Está amenazada por destrucción de hábitat; y es un árbol conocido de la colección tipo, de la cuenca del Putumayo, muy cerca del límite con Colombia, desconociéndose el tamaño y las características de las subpoblaciones. No ha sido recolectada desde 1931. Probablemente también sea endémica de Brasil y Colombia.